# Moluckfalk
Moluckfalk (Falco moluccensis) är en fågel i familjen falkar inom ordningen falkfåglar.

## Utseende och läte
Moluckfalken är en kraftigt tecknad rödbrun falk. Mörka fläckar på rygg och vingar kontrasterar tydligt med grå stjärten. Könen är förhållandevis lika, honan igenomsnitt med tätare mönster och fin tvärbandning på stjärten. Den är lik både tornfalken och nankinfalken, men är tätare tecknad undertill, med generellt djupare och mörkare färger samt mörkbrun hjässa. Bland lätena hörs gälla skällande och gnisslande ljud.

## Utbredning och systematik
Moluckfalk delas in i två underarter:
- Falco moluccensis moluccensis – förekommer på norra och södra Moluckerna
- Falco moluccensis microbalius – förekommer på Java, Små Sundaöarna, Sulawesi och Tanimbaröarna

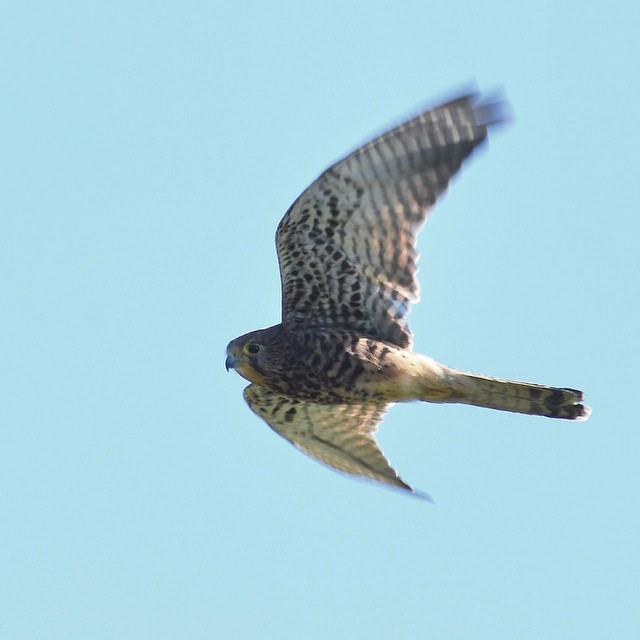

## Levnadssätt
Moluckfalken hittas i olika öppna miljöer. Den jagar från en sittplats eller genom att ryttla.

## Status och hot
Arten har ett stort utbredningsområde och tros öka i antal. Internationella naturvårdsunionen IUCN listar den därför som livskraftig (LC).